# Pi Eridani
Désignations
Pi Eridani (π Eridani / π Eri) est une étoile variable de quatrième magnitude de la constellation de l'Éridan. D'après la mesure de sa parallaxe annuelle par le satellite Hipparcos, elle est distante d'approximativement ∼ 480 a.l. (∼ 147 pc) de la Terre. Elle s'éloigne du Système solaire à une vitesse radiale de +45 km/s.
Pi Eridani est une étoile géante rouge évoluée de type spectral M1 III qui est actuellement située sur la branche asymptotique des géantes. C'est une variable irrégulière à longue période de type Lb dont la magnitude apparente varie entre 4,38 et 4,44 ,. Le diamètre angulaire de l'étoile mesuré directement est de 4,8 ± 0,5 mas. Connaissant sa distance, cela donne à Pi Eridani un rayon qui est environ 77 fois supérieur à celui du Soleil. Elle est 1 123 fois plus lumineuse que le Soleil et sa température de surface est de 3 841 K.